# Ellis Spear Middleton II
Ellis Spear Middleton II (Washington DC, 1 december 1919 - Kleef, 23 september 1944) was een Amerikaanse gevechtspiloot met de rang van kapitein. Hij deed mee in verschillende gevechten tijdens de Tweede Wereldoorlog en kreeg diverse onderscheidingen. Voor hij het leger in ging, had hij aan de University of Virginia scheikunde gestudeerd en bekwaamde hij zich in de advocatuur.
Tijdens de Slag om Arnhem op 23 september 1944 vloog Middleton met een P-47. Tijdens de gevechten haalde Middleton drie Duitse vliegtuigen neer. Uiteindelijk werd de P-47 van Middleton ook neergehaald, en hij crashte in de buurt van de Duitse plaats Kleef. Zijn dode lichaam werd door paratroepers begraven in het bos bij Materborn. Hij stond echter geregistreerd als vermist.

## Zoektocht
Na de oorlog werden pogingen gedaan om de vermiste Middleton terug te vinden. Gemeenten konden een publicatiebericht ophangen om inwoners te vragen of zij hem gezien hadden. Ook zijn ouders ondernamen een zoektocht, en kwamen in 1948 terecht bij een Duitse boswachter die getuige was geweest van de crash. Hij meldde dat paratroepers de overleden piloot hadden begraven, en op het graf een eenvoudig kruis hadden geplaatst. Later had de boswachter ontdekt dat het graf was gemarkeerd als zijnde van een onbekende Duitse soldaat.
Nadat de stoffelijke resten waren opgegraven, kon worden vastgesteld dat het inderdaad om Middleton ging. De stoffelijke resten van Middleton zijn via de Amerikaanse begraafplaats in het Belgische Neuville-en-Condroz terug gegaan naar de Verenigde Staten. Middleton werd daar herbegraven op Arlington National Cemetery.

## Onderscheidingen
Middleton heeft diverse onderscheidingen gekregen, onder andere voor het neerhalen van vijf vijandige vliegtuigen:
- Air Medal with five Oak Leaf Clusters
- Distinguished Flying Cross
- Distinguished Unit Citation

## Privé
Middleton was in 1942 getrouwd met Anne Rust Patteson. Ze hadden samen een dochter.